# 국립현대무용단
국립현대무용단은 2010년 창단한 국내 유일의 국립 현대무용단체다.  1대 예술감독 홍승엽, 2대 안애순, 3대 안성수, 4대 남정호에 이어 2023년 5월 5대 단장 겸 예술감독으로 김성용이 취임했다. 서울특별시 서초구 예술의 전당에 상주하고 있다.
국립현대무용단은 창작전문단체로서 동시대 다양한 가치를 무용 작품으로 구현하고자 한다. 고유한 예술관을 가진 안무가를 초청하고, 각 작품에 최적화된 프로젝트 무용수를 선발하여 공연을 올리고 있다. 또한 창작자들의 권리를 보호함으로써 무용단의 안정된 시스템에서 자유롭게 개성을 표출할 수 있도록 한다.
국립현대무용단은 창작자와 관객이 동반 성장할 수 있는 무용 환경 조성을 위해 고민하고 있으며, 창작자와 관객이 만나는 플랫폼으로서 다양한 가치가 공존하는 건강한 생태계를 형성하고자 한다. 나아가 일상생활에서 춤을 가깝게 경험함으로써 국민들의 삶이 현대무용을 통해 풍요로워질 수 있도록 도모한다.
- 국립현대무용단 홈페이지
- 국립현대무용단 인스타그램
- 국립현대무용단 유튜브